# Nad propastí dne
Nad propastí dne (czes. nad przepaścią dnia) - ósmy album czeskiej grupy Umbrtka. Został wydany w roku 2003.

## Lista utworów
1. "Prach je všudyřítomný"
2. "Kola za klenbou"
3. "Siluety ve městě"
4. "Nad propastí dne"
5. "Nejčistší milosrdenství"
6. "Člověk - dělník"
7. "Smrt v železe"
8. "Literát I, II, III"
9. "Nad tíživou knihou"
10. "Elegie"
11. "Jádřinec staroby"
12. "Šedá jízda"
13. "Poslední komín"